# Hilaire Gravez
Pour les articles homonymes, voir Gravez.
Hilaire Benoit (appelé Benedikt) Gravez, né le 8 avril 1889 à Gijzegem et décédé le 3 septembre 1974 à Alost fut un homme politique belge nationaliste-flamand.

## Biographie
Gravez fut l'ainé des 4 enfants de Joseph Gravez, chef de gare et Émilie Matthys. Quand son père décède en 1901, la famille déménage à Hofstade. Gravez est influencé par le flamingantisme du père Evarist Bauwens au collège St-Joseph d'Alost. Fin 1908, il cofonde la Katholieke Vlaamsche Studentengilde d'Alost, connu comme les Witte Kaproenen, dont il devient président en 1912. Gravez subit aussi l'influence du père Desiderius Stracke et se rapproche des Daensistes. Étudiant en médecine à Louvain, il cofonde l'association étudiante progressive et flamingante Amicitia. Gravez en devient président de l'aile de Flandre orientale. Il participe à l'action à la frontière linguistique avec entre autres August Borms, à celle en faveur de la flamandisation de l'université de Gand et au combat pour la flamandisation de l'armée. Il lutte pour l'autodétermination de la Flandre.
Pendant la 1re guerre, Gravez devient médecin auxiliaire et officier. Il restera quatre ans sur le front de l'Yser et joue un rôle important dans la création du parti frontiste. Il crée une ligue des prières avec Cyriel Verschaeve. Il devient membre du comité du secrétariat du Katholieke Vlaamsche Hoogstudenten (SKVH). Il cofonde Heldenhulde (hommage aux héros). Il collabore au quotidien frontiste Uit 't Land van Aelst, comme rédac-chef (1917-18) et siège dans la rédaction de Ons Vaderland, organe du mouvement frontiste. En 1917, il fait partie de la réunion militaire du mouvement. En 1918, il est cependant mis au travail par les services de sécurité belges dans le village français de Fontgombault, après quoi, en novembre, il est transféré à Bruges.
Après-guerre, Gravez reprend son action flamingante pendant sa formation médicale à Gand. Il devient président du Algemeen Vlaamsch Hoogstudentenverbond (AVHV). En 1919, il termine ses études de médecin et travaille en labo. Sa recherche sur les injections intraveineuses à l'électrargol lui permet de gagner le prix Bodaert, mais il refuse de traduire son œuvre en français. Après médiation du ministre Camille Huysmans, il reçoit son prix en 1926.
Le 16 septembre 1922, il épouse Magda Haegens, avec qui il s'engage pour l'idée nationaliste flamande. Il promeut la fusion des Daensistes et des nationalistes. Il se présente sur une liste nationaliste flamande en 1925 et 1926 et finit par se faire élire sénateur de 1929 à 1932 dans l'arrondissement d'Audenarde-Alost. De 1936 à 1939, il est élu sénateur de l'arrondissement  Gand-Eeklo. En 1933, il devient membre du VNV, dirige lAlgemeen Vlaamsch Nationaal Jeugdverbond (AVNJ) et rédacteur en chef de son périodique Deltakamp. Trop pro-allemand, il est démis par le chef du VNV, Staf De Clercq en 1938. Collaborateur actif, Gravez devient membre de la SS-Flandre. En septembre 1944, il fuit avec son épouse en Allemagne où il travaille dans un hôpital. En mars 1945, il devient docteur de bataillon avec le grade de Obersturmführer de la division Langemarck de la Waffen-SS flamande. Arrêté en 1945, il est enfermé à Gand. Le conseil de guerre le condamne à la perpétuité, réduit à 8 + 2 ans après appel. Il restera en prison jusque 1950, son épouse jusque 1951. Il redevient médecin mais quitte la politique. Il devient président du Verbond der Vlaamse Oud-strijders (anciens combattants flamands), et du Sint-Maartensfonds. Il devient un médecin renommé par sa recherche et donne de nombreuses lectures dans des congrès internationaux.

## Sources
- Bio sur ODIS